# Execute in place

En informatique, execute in place (XIP) est une méthode d'exécution d'un programme directement depuis une mémoire ROM plutôt que de copier le programme sur une RAM. Les mémoires flash de type NOR permettent ce type de fonctionnement.

## Source
(en) Une partie de cet article provient d'une traduction de l'article Execute in place de la version anglaise de Wikipédia. 